# Couvent des Prêcheurs d'Aix-en-Provence
Pour les articles homonymes, voir Église de la Madeleine (homonymie).
 (septembre 2023).
- Si vous ne connaissez pas le sujet, laissez ce bandeau (vous pouvez alors contacter les auteurs).
- Si vous supprimez le contenu mis en cause (vous pouvez préalablement contacter les auteurs),

argumentez précisément cette suppression dans la page de discussion
(un manque de référence n'est pas un argument ; une recherche réelle de référence doit avoir été effectuée, être formellement documentée).
Le couvent des Prêcheurs est un ancien édifice religieux construit place des Prêcheurs à Aix-en-Provence. Cette place doit son nom à ce couvent dominicain.

## Historique

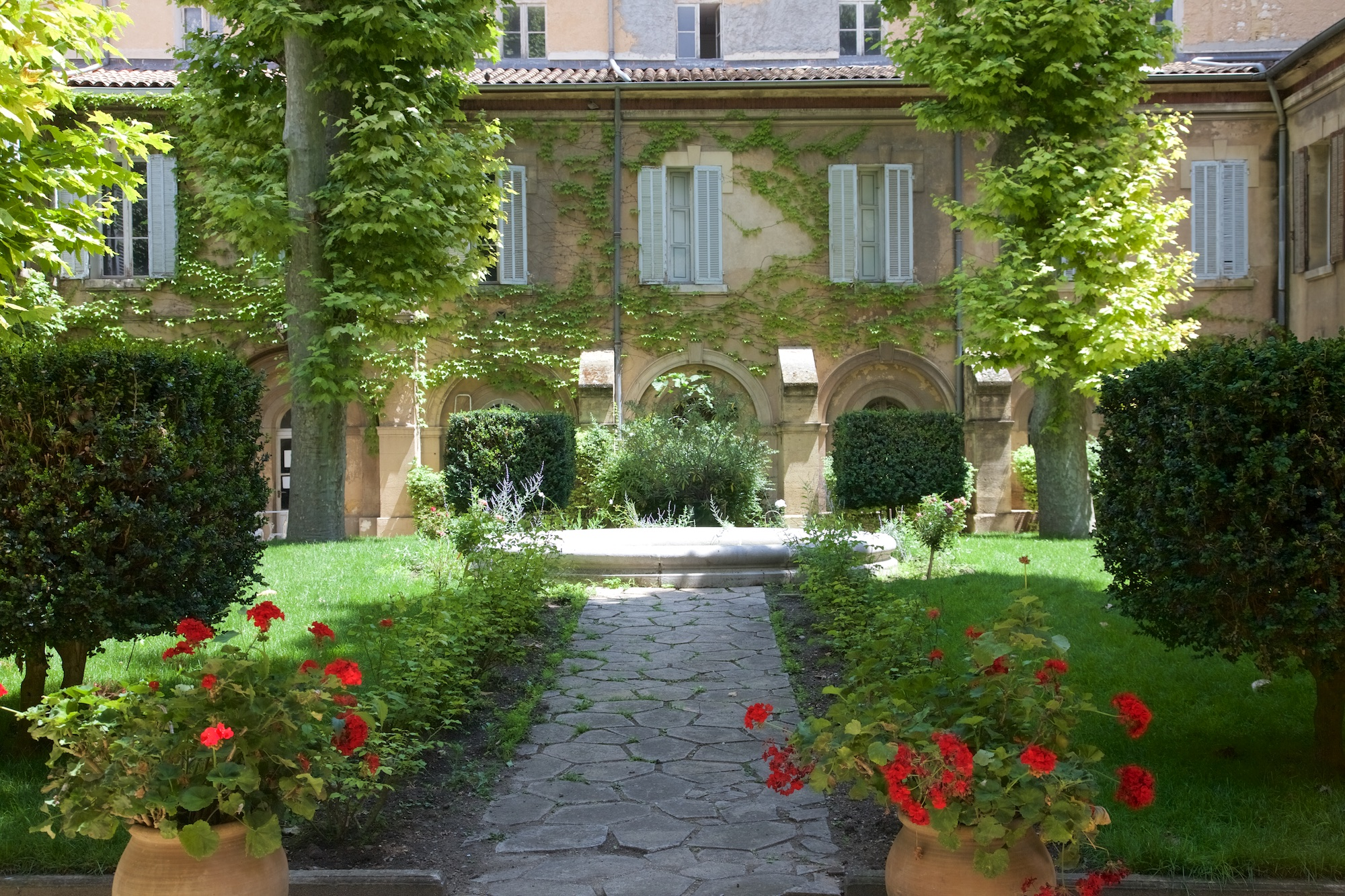
Cloître du couvent des Prêcheurs.

Le couvent s’est établi entre 1226 et 1277, à proximité du palais comtal, sur les jardins du comte de Provence qui en fit don en 1218 aux frères Prêcheurs. Un incendie en 1383 nécessite la reconstruction du couvent et de l'église de la Madeleine. Différentes phases d'agrandissement et de reconstruction au milieu du XVe siècle, dans les premiers et derniers tiers du XVIIe siècle transforment l'édifice. En 1786, le palais comtal est détruit et le tribunal, qui en occupait une partie, s'installe dans le couvent, le temps de la construction du palais de justice actuel. Différentes écoles occupent ensuite les lieux de 1836 à 2015. Les bâtiments sont actuellement inoccupés.
L'installation d'un musée Jacqueline et Pablo Picasso est a été discutée pendant quatre ans mais a été abandonnée fin 2020 après des désaccords entre l'héritière du peintre et la municipalité.
Mis en vente depuis mars 2021, l’ancien couvent des Prêcheurs sera finalement acheté par le Ministère de la Justice. En effet, Sophie Joissains (maire d'Aix-en-Provence) a rencontré le premier président de la Cour d’Appel à ce sujet et les deux parties ont trouvé un terrain d'entente : la Chancellerie a fait une offre d’achat du bâtiment à hauteur d'environ 13 millions d’euros,. L’accès au cloître restera ouvert au public.